# Eisenbahnunfall von Chureb
Der Eisenbahnunfall von Chureb war ein Auffahrunfall des indischen Gorakhdham Express (Hindi: गोरखधाम एक्सप्रेस) auf einen im Bahnhof von Chureb stehenden Güterzug am 26. Mai 2014, gegen 10:30 Uhr. Mindestens 28 Menschen kamen dabei ums Leben.

## Ausgangslage
Der Gorakhdham Express mit der Zugnummer 12556 ist ein Zug der North-Eastern Railways der Indischen Staatsbahn. Er verkehrt zwischen Hisar über Neu-Delhi nach Gorakhpur. Der Zug gehört der Zuggattung Superfast Train an. Er wird in der Regel aus 24 Wagen gebildet, darunter acht Schlafwagen und ein Speisewagen. Gezogen wird der Gorakhdham Express von Diesellokomotiven der Baureihe WDP4D aus dem Bahnbetriebswerk Izzatnagar oder Diesellokomotiven des Typs WDM3A oder WDM3D aus Gonda.
Die Unfallstelle liegt zwischen den Bahnhöfen Basti und dem Zielbahnhof des Zuges, Gorakhpur, von dem er noch 46 km entfernt war, im indischen Bundesstaat Uttar Pradesh, im Distrikt Sant Kabir Nagar, westlich von Khalilabad.

## Unfallhergang
Aufgrund eines falsch gestellten Signals fuhr der Gorakhdham Express auf einen im Bahnhof Chureb stehenden Güterzug auf, der auf einem Parallelgleis zu dem Gleis stand, das der Gorakhdham Express hätte befahren sollen. Bei dem Zusammenstoß wurden die Lokomotive und drei Wagen des Personenzuges zertrümmert, sechs weitere entgleisten. Der überwiegende Teil der kinetischen Energie des Aufpralls wurde von stark besetzten Sitzwagen ohne Reservierungspflicht aufgefangen. Hier starben die meisten Menschen. Von den entgleisten Wagen waren vier weitere Sitzwagen ohne Reservierungspflicht, ein klimatisierter Sitzwagen 1. Klasse (AC coach) und ein klimatisierter Schlafwagen 1. Klasse (AC two tier).

## Folgen
Mindestens 28 Menschen kamen dabei ums Leben, 105 weitere wurden verletzt, 53 davon schwer. Die Opfer waren hauptsächlich Landarbeiter, die aus dem Bundesstaat Haryana nach Hause fuhren. Aber auch der Beimann des Lokomotivführers kam bei dem Unfall ums Leben.
Am Tag nach dem Unfall besuchte der indische Staatsminister Manoj Sinha die Unfallstelle. Die offizielle Unfalluntersuchung begann am 28. Mai 2014. Die Rettungs- und Bergungsarbeiten dauerten mehrere Tage.

## Weiterer Unfall
Bereits am 2. Januar 2010 war der gleiche Zug in einen schweren Unfall verwickelt, als er in dichtem Nebel bei der Einfahrt in den Bahnhof Panki mit dem Prayag Raj Express zusammenstieß. Dabei starben 10 Menschen.